# Diemerswil
Diemerswil là một đô thị ở huyện Fraubrunnen ở bang Bern ở Thụy Sĩ. Đô thị này có diện tích 2,8 km², dân số năm tháng 12 năm 2018 là 206 người.